# Lý cung nhân (Hán An Đế)
Hán An Đế cung nhân Lý thị (chữ Hán: 漢安帝宮人李氏; ? - 115), thụy Cung Mẫn hoàng hậu (恭愍皇后), là một phi tần của Hán An Đế Lưu Hỗ, sinh mẫu của Hán Thuận Đế Lưu Bảo.

## Cuộc đời
Không rõ xuất thân của Lý cung nhân. Địa vị của bà trong hậu cung tương đối thấp, vì cấp bậc [Cung nhân; 宮人] thường dùng cho các nữ tử vô danh trong hậu cung, dưới các cấp Mỹ nhân và Quý nhân. Lý thị được Hán An Đế ngẫu nhiên sủng hạnh, năm Nguyên Sơ thứ 2 (115) bà sinh ra Lưu Bảo - con trai độc nhất của Hán An Đế. Khi ấy, Diêm hoàng hậu của An Đế ngang tàng bá độc, nghe tin Lý thị vừa sinh thì sai người độc chết. 
Năm Vĩnh Ninh nguyên niên (120), ngày 11 tháng 4, dưới sự chủ trì của Đặng Thái hậu, Hoàng tử Lưu Bảo được lập làm Hoàng thái tử. Năm Diên Quang thứ 3 (124), Diêm hậu cùng Đại trường thu Giang Kinh (江京) và Trung thường thị Phiền Phong (樊豐) vu oan cho Lưu Bảo, khi đó mới 9 tuổi và khiến An Đế phế truất Thái tử, giáng làm Tế Âm vương (濟陰王).
Năm Diên Quang thứ 4 (125), mùa xuân, Diêm hậu cùng Hán An Đế đi lên tế bái Chương lăng, trên đường thì An Đế đổ bệnh. Sang ngày 10 tháng 3, An Đế băng thệ tại huyện Diệp, thọ 31 tuổi. Dưới âm mưu của Diêm Thái hậu, Tế Âm vương Lưu Bảo dù là con trai duy nhất của An Đế, vẫn bị cản trở trong đường lên ngôi. Cuối cùng, dưới sự giúp đỡ của Tôn Trình (孫程), Lưu Bảo thuận lợi kế vị, tức Hán Thuận Đế. 
Năm Vĩnh Kiến nguyên niên (126), Diêm Thái hậu băng. Thuận Đế lúc này mới biết mẹ đẻ là cung nhân Lý thị chết thảm, bất giác cảm thương, tôn thụy hiệu là [Cung Mẫn hoàng hậu; 恭愍皇后], táng ở Cung Bắc lăng (恭北陵), phụng Thế Tổ miếu.
Năm Sơ Bình nguyên niên (190), hữu ti tấu thỉnh:"Hòa Đế Mục Tông, An Đế Cung Tông, Thuận Đế Kính Tông, Hoàn Đế Uy Tông, vô đức vô công, không thể xưng Tông. Còn có Cung Hoài hoàng hậu, Kính Ẩn hoàng hậu, Cung Mẫn hoàng hậu không phải chính đích, không hợp gọi là Hậu, xin triệt từ tôn hiệu.". Hán Hiến Đế phê chuẩn.